# Монца, Карло
Карло Монца (итал. Carlo Monza), по прозванию Монцино (итал. Monzino; 1735 год, Милан, герцогство Милана — 19 декабря 1801 года, там же) — итальянский композитор и органист.

## Биография
Карло Монца родился в Милане около 1735 года. Обучался музыке у Джованни Андреа Фьорони, капельмейстера кафедрального собора в Милане. В 1758 году дебютировал как оперный композитор оперой «Олимпиада» (итал. Olimpiade) на либретто Пьетро Метастазио. В следующем году состоялась премьера его второй оперы «Сесострис, царь Египта» (итал. Sesostri, re d'Egitto) на либретто Пьетро Париати.
С 1761 по 1773 год служил органистом и капельмейстером в капеллах при храмах Милана. 8 ноября 1768 года был принят органистом в герцогскую капеллу Святого Готтарда в Корте, где капельмейстером был Джованни Баттиста Саммартини, с которым у композитора сложились тесные дружеские отношения. Вероятно, в сотрудничестве с ним им были написаны великопостные кантаты.
В январе 1766 года в Королевском театре в Турине была поставлена его опера «Орест» (итал. Oreste) на либретто Маттиа Вераци, ставшая первым сценическим произведением Карло Монца, поставленным не в Милане. В 1769 году в Неаполе премьера оперы «Адриан в Сирии» (итал. Adriano in Sirio) на либретто Пьетро Метастазио, с исполнявшими главные партии Анной Лючией Де Амичис и Джузеппе Миллико, имела большой успех у зрителей. В том же году в Риме премьера оперы «Деметрио» (итал. Demetrio) на либретто того же Пьетро Метастазио была встречена публикой овациями, а одного зрителя, студента–архитектора Джакомо Кваренги из Бергамо, полиции пришлось даже арестовать за продолжительные аплодисменты и неописуемый восторг уже вне стен театра. Когда в 1770 году, путешествуя по Италии, известный меломан Чарльз Берни услышал музыку Карло Монца, он назвал его гением и лучшим композитором в герцогстве Милана. В своих операх того времени Карло Монца пытался соединить элементы французской и итальянской оперных школ.
22 мая 1771 года композитор был принят в Академическую филармонию в Болонье. В 1775 году возглавил герцогскую капеллу в Милане, а 28 декабря 1787 года стал также капельмейстером кафедрального собора в родном городе. До этого он дважды держал конкурс в эту капеллу, сначала на место органиста в 1773 году, но уступил Агостино Квалье, затем в 1779 году на место капельмейстера, но уступил Джузеппе Сарти.
С 1785 года композитор отказался от сочинения опер, посвятив себя написанию церковной музыки. Сохранились более 200 произведений, написанных им специально для богослужений в кафедральном соборе в Милане. Он также написал ряд инструментальных сочинений, многие из которых были опубликованы в Лондоне ещё при жизни автора.
В сентябре 1796 года, после оккупации Францией территории герцогства Милана, герцогская капелла была упразднена. Для композитора настали трудные времена. 17 сентября 1801 года по состоянию здоровья он был вынужден подать в отставку и с поста капельмейстера кафедрального собора в Милане.
Карло Монца умер в Болонье 19 декабря 1801 года.

## Творческое наследие
Творческое наследие композитора включает 20 опер и многочисленные сочинения церковной и камерной музыки.
- «Олимпиада» (1758)
- «Сесострис, царь Египта» (1759)
- «Ахиллес на Скиросе» (1764)
- «Фемистокл» (1766)
- «Орест» (1766)
- «Деметрио» (1769)
- «Адриан в Сирии» (1769)
- «Германик в Германии» (1770)
- «Фальшивый парижский кавалер» (1770)
- «Ниттети» (1771)
- «Ариосто и Темира» (1771)
- «Антигон» (1772)
- «Александр в Индии» (1775)
- «Клеопатра» (1775)
- «Демофонт» (1776)
- «Гай Марий» (1777)
- «Регул» (1778)
- «Ифигения в Тавриде» (1784)
- «Эней в Карфагене» (1784)
- «Эрифиле» (1785)